# Реальный газ
Реальный газ — в общем случае — газообразное состояние реально существующего вещества.
В термодинамике под реальным газом, понимается газ, который не описывается в точности уравнением Клапейрона — Менделеева, в отличие упрощенной его модели — гипотетического идеального газа, строго подчиняющегося вышеуказанному уравнению.
Обычно под реальным газом понимают газообразное состояние вещества во всем диапазоне его существования. Однако, существует и другая классификация, по которой реальным газом называется высоко перегретый пар, состояние которого незначительно отличается от состояния идеального газа, а к парам относят перегретый пар, состояние которого заметно отличается от идеального газа, и насыщенный пар (двухфазовая равновесная система жидкость — пар), который вообще не подчиняется законам идеального газа. 
С позиции молекулярной теории строения вещества реальный газ — это газ, свойства которого зависят от взаимодействия и размеров молекул.
Зависимости между его параметрами показывают, что молекулы в реальном газе взаимодействуют между собой и занимают определённый объём. Состояние реального газа часто на практике описывается обобщённым уравнением Клапейрона — Менделеева:
{\displaystyle pV={{Z}_{r}}(p,T){\frac {m}{M}}RT,}
где {\displaystyle p} — давление, {\displaystyle V} — объём, {\displaystyle T} — температура, {\displaystyle \ Z_{r}=Z_{r}(p,T)} — коэффициент сжимаемости газа, {\displaystyle m} — масса, {\displaystyle M} — молярная масса, {\displaystyle R} — универсальная газовая постоянная.

## Физика реального газа
Чтобы подробнее установить условия, когда газ может превратиться в жидкость и наоборот, простых наблюдений за испарением или кипением жидкости недостаточно. Надо внимательно проследить за изменением давления и объёма реального газа при разных температурах.
Будем медленно сжимать газ в сосуде с поршнем, например сернистый ангидрид (SO2). Сжимая его, мы выполняем над ним работу, вследствие чего внутренняя энергия газа увеличится. Когда мы хотим, чтобы процесс происходил при постоянной температуре, то сжимать газ надо очень медленно, чтобы теплота успевала переходить от газа в окружающую среду.
Выполняя этот опыт, можно заметить, что сначала при большом объёме давление с уменьшением объёма увеличивается согласно закону Бойля — Мариотта. В конце концов, начиная с какого-то значения, давление не будет изменяться, несмотря на уменьшение объёма. На стенках цилиндра и поршня образуются прозрачные капли. Это означает, что газ начал конденсироваться, то есть переходить в жидкое состояние.
Продолжая сжимать содержимое цилиндра, мы будем увеличивать массу жидкости под поршнем и, соответственно, будем уменьшать массу газа. Давление, которое показывает манометр, будет оставаться постоянным до тех пор, пока всё пространство под поршнем не заполнит жидкость. Жидкости мало сжимаемы. Поэтому дальше, даже при незначительном уменьшении объёма, давление будет быстро возрастать.
Поскольку весь процесс происходит при постоянной температуре {\displaystyle T}, кривую, что изображает зависимость давления {\displaystyle p} от объёма {\displaystyle V}, называют изотермой. При объёме {\displaystyle V_{1}} начинается конденсация газа, а при объёме {\displaystyle V_{2}} она заканчивается. Если {\displaystyle V>V_{1}}, то вещество будет в газообразном состоянии, а при {\displaystyle V<V_{2}} — в жидком.
Опыты показывают, что такой вид имеют изотермы и всех других газов, если их температура не очень высокая.
В этом процессе, когда газ превращается в жидкость при изменении его объёма от {\displaystyle V_{1}} к {\displaystyle V_{2}}, давление газа остаётся постоянным. Каждой точке прямолинейной части изотермы 1—2 соответствует равновесие между газообразным и жидким состояниями вещества. Это означает, что при определённых {\displaystyle T} и {\displaystyle V} количество жидкости и газа над ней остаётся неизменным. Равновесие имеет динамический характер: количество молекул, которые покидают жидкости, в среднем равняется количеству молекул, которые переходят из газа в жидкость за одно и то же время.
Также существует такое понятие как критическая температура, если газ находится при температуре выше критической (индивидуальна для каждого газа, например для углекислого газа примерно 304 К), то его уже невозможно превратить в жидкость, какое бы давление к нему не прилагалось. Данное явление возникает вследствие того, что при критической температуре силы поверхностного натяжения жидкости равны нулю. Если продолжать медленно сжимать газ при температуре большей критической, то после достижения им объёма, равного приблизительно четырём собственным объёмам молекул, составляющих газ, сжимаемость газа начинает резко падать.

## Точки Бойля, кривая Бойля, температура Бойля
Рассмотрим отклонение свойств реального газа от свойств идеального газа с помощью {\displaystyle PV,P}-диаграммы. Из уравнения Клапейрона — Менделеева следует, что изотермы идеального газа на такой диаграмме изображаются горизонтальными прямыми. Воспользуемся уравнением состояния реального газа в вириальной форме. Для одного моля газа 
| {\displaystyle PV=RT+BP+CP^{2}+DP^{3}+...} | (Вириальное уравнение состояния реального газа) |

где {\displaystyle B,C} и {\displaystyle D} — соответственно второй, третий и четвёртый вириальные коэффициенты, зависящие только от температуры. Из вириального уравнения состояния следует, что на {\displaystyle PV,P}-диаграмме ось ординат ({\displaystyle P=0}) соответствует идеально-газовому состоянию вещества: при {\displaystyle P\to 0} вириальное уравнение состояния превращается в уравнение Клапейрона — Менделеева и, следовательно, положения точек пересечения изотерм с ординатой на рассматриваемой диаграмме соответствуют значениям {\displaystyle RT} для каждой из изотерм.
Из вириального уравнения состояния находим:
| {\displaystyle B=\left({\frac {\partial (P,V)}{\partial P}}\right)_{T,P=0}.} | (Второй вириальный коэффициент) |

Таким образом, в рассматриваемой системе координат наклон (то есть угловой коэффициент касательной) изотермы газа в точке пересечения этой изотермы с осью ординат даёт значение второго вириального коэффициента.
На {\displaystyle PV,P} -диаграмме изотермы, соответствующие температурам, меньшим некоторого значения {\displaystyle T_{B}} (называемого температурой Бойля) имеют минимумы, называемые точками Бойля.
Некоторые авторы в понятие «точка Бойля» вкладывают другое содержание, а именно, они исходят из единственности точки Бойля, понимая под ней точку на {\displaystyle PV,P}-диаграмме с нулевым давлением и температурой, равной температуре Бойля.
В точке минимума
{\displaystyle \left({\frac {\partial (P,V)}{\partial P}}\right)_{T}=0,}
что всегда справедливо для идеального газа. Иными словами, в точке Бойля сжимаемости реального и идеального газов совпадают. Участок изотермы слева от точки Бойля соответствует условиям, когда реальный газ более сжимаем, чем идеальный; участок справа от точки Бойля соответствует условиям худшей сжимаемости реального газа по сравнению с идеальным.
Линию, являющуюся геометрическим местом точек минимумов изотерм на {\displaystyle PV,P}-диаграмме, называют кривой Бойля. Точке пересечения кривой Бойля с осью ординат соответствует изотерма с температурой, равной температуре Бойля. Это означает, что при температуре Бойля второй вириальный коэффициент обращается в нуль и температура Бойля есть корень уравнения
{\displaystyle \left({\frac {\partial (P,V)}{\partial P}}\right)_{T,P=0}=0.}
Ниже температуры Бойля второй вириальный коэффициент отрицателен, выше — положителен. Температура Бойля — важная характеристика кривой инверсии (в каждой точке которой дроссельный эффект равен нулю): при температурах ниже температуры Бойля возможно частичное сжижение газов при дросселировании (подробнее см. в книге).
Для газа, подчиняющегося уравнению Ван-дер-Ваальса,
{\displaystyle T_{B}=3.375T_{C},}
где {\displaystyle T_{C}} — критическая температура. Для многих веществ примерное значение температуры Бойля даёт следующее эмпирическое соотношение:
{\displaystyle T_{B}\approx (2.5\div 2.75)T_{C}.}
Из {\displaystyle PV,P}-диаграммы видно, что начальный участок изотермы с температурой Бойля, соответствующий сравнительно невысоким давлениям, достаточно близок к горизонтальной прямой, то есть при температуре газа, равной или близкой к температуре Бойля, реальный газ обладает свойствами, близкими к свойствам идеального газа.

## Уравнения состояния реального газа
Наиболее часто используются следующие уравнения состояния реального газа:
- Уравнение Ван-дер-Ваальса
- Уравнение Дитеричи
- Уравнение Бертло
- Уравнение Клаузиуса
- Уравнение Камерлинг-Оннеса